# Pan
 For alternative betydninger, se Pan (flertydig). (Se også artikler, som begynder med Pan)
Pan er i græsk mytologi hyrdens og dyreflokkens gud og gud for bjergenes liv og den vilde jagt. Han kendes på sine bukkeben med kraftig, ofte mørk, pels, på sine to små horn i panden, på sit ofte drilske væsen og ikke mindst på sit instrument, panfløjten. I romersk mytologi optræder Pan under navnet Faunus.
Pan associeres ofte med det drilske element, der hverken kan betegnes godartet eller ondsindet. Det virker som om Pan skaber ulykker for underholdningens skyld.
Tillige har Pan næsten altid en kraftig erotisk eller seksuel betydning; han er i mytologien kendt for at have forført adskillige kvinder og gudinder.
I visse fortællinger fik Pan sin fløjte, da han forfulgte nymfen Syrinx, til hun ikke kunne se anden udvej for at undslippe ham end at forvandle sig til siv langs floden Ladon (Λάδωνας, Ládonas). Af disse siv gjorde Pan sig herefter sin fløjte.
Pan er den eneste græske gudeskikkelse, der dør. Til trods herfor tilbedes han stadig af mange hedenske trosretninger, lige så ofte under navnet "den hornede gud" som under sit eget navn.